# Флаг Кыргызстана
Госуда́рственный флаг Кыргы́зской Респу́блики (кирг. Кыргыз Республикасынын Мамлекеттик туусу) — государственный символ Кыргызской Республики (кирг. Кыргыз Республикасы). Утверждён постановлением Жогорку Кенеша Кыргызской Республики от 3 марта 1992 года. Изменён 22 декабря 2023 года.

## Описание
Государственный флаг КР представляет собой красное прямоугольное полотнище, в центре которого размещено изображение круглого солнечного диска равномерно расходящимися лучами золотистого цвета (сорок лучей). Внутри солнечного диска помещено изображение тюндюка (кирг. түндүк) киргизской юрты красного цвета.
Ширина государственного флага КР составляет три пятых его длины. Диаметр лучистого диска составляет три пятых ширины государственного флага КР. Соотношение диаметров солнечного и лучистого дисков — три к пяти. Диаметр тюндюка составляет половину диаметра лучистого диска.

## Смысловое содержание
Солнце в орнаментальной культуре кыргызского народа означает свет, открытость, жизнестойкость. Сорок лучей — это воссоединённые в народ сорок древних племён.  Красный цвет символизирует доблесть и смелость; в национальном эпосе «Манас» упоминается, что у героя Манаса было красное знамя. 40 лучей солнца, объединённых в круг, означают объединение 40 древних племён в единый Кыргызстан. 
Тюндюк (кирг. түндүк) — конструкция сферической формы, венчает кыргызское жилище «боз-үй» (название кыргызской юрты) и является световым окном. Круглая рама тюндюка состоит из перекладин, крестообразно соединённых с ободом. Тюндюк — символ отчего дома и мира как вселенной; он связует небо и землю и воспринимается как знак домашнего очага. Кроме того, тюндюк символизирует единство всех народностей, проживающих в стране.

## Техническая спецификация
Государственный флаг КР и его изображение, независимо от их размеров, должны в точности соответствовать цветному и схематическому изображениям эталона государственного флага КР, хранящегося в резиденции президента КР. Цвета государственного флага КР должны соответствовать цветам, указанным в технической спецификации государственного флага КР.
| Цвет             | PANTONE          | CMYK        | RGB       | HEX     |
| ---------------- | ---------------- | ----------- | --------- | ------- |
| Красный          | PANTONE 1788 C   | 0-100-100-0 | 255-0-0   | #ff0000 |
| Жёлтый (золотой) | PANTONE Yellow C | 0-0-100-0   | 255-255-0 | #ffff00 |

## Исторические флаги
Первый флаг Киргизской ССР был утверждён в 1937 году. Он был красного цвета таким с названием республики в левом верхнем углу золотыми буквами - QЬRGЬZ SSR на киргизском языке и КИРГИЗСКАЯ ССР на русском. В 1940 году киргизская письменность была переведена с латинизированного алфавита на кириллицу и надпись стала изображаться как КЫРГЫЗ ССР и КИРГИЗСКАЯ ССР
22 декабря 1952 года был установлен новый флаг Киргизской ССР. Он состоял из полотнища красного цвета с синей полосой посередине во всю длину флага. Синяя полоса составляет одну третью часть ширины флага. Вдоль синей полосы, посередине, проходит белая полоска, равная одной двадцатой ширины флага. На верхней красной части полотнища у древка изображены золотые серп и молот и звезда. Отношение ширины флага к его длине 1:2.
Псоле распада СССР в 1991 году Киргизия некоторое время использовала прежний флаг с удалением оттуда серпа и молота.
В марте 1992 года большинством голосов депутаты Жогорку Кенеша приняли вариант нового флага в виде красного полотнища, в центре которого размещен золотой круглый солнечный диск с сорока равномерно расходящимися лучами с помещенным внутри него тюндюка кыргызской юрты. Ширина флага составляет три пятых его длины. Диаметр лучистого диска составляет три пятых ширины флага. Соотношение диаметров солнечного и лучистых дисков - три к пяти. Диаметр тюндюка составляет половину диаметра лучистого диска.
5 марта 1992 года флаг был торжественно поднят на здании Дома Правительства Республики Кыргызстан и заменил флаг Киргизской ССР у здания ООН. Официальное толкование символики флага гласило: "Красная одноцветность флага символизирует доблесть и смелость, золотое Солнце, купающееся в своих лучах, олицетворяет покой и богатство, а тюндук - символ отчего дома, в более широком понимании и мира как вселенной. 40 лучей, объединённых в круг, означают объединение 40 древних племён в единый Кыргызстан. Тюндук символизирует единство народов, проживающих в стране. Красный цвет флага был цветом флага великодушного Манаса".
В конце 2023 года депутаты Жогорку Кенеша с подачи президента С. Жапарова инициировали изменения в государственном флаге. Авторы законопроекта отметили, что извивающиеся солнечные лучи напоминают лепестки цветка, отчего и само солнце в центре флага больше похоже на подсолнух. Другим солнце с волнистыми лучами напоминало "оборку юрты", то есть как бы вид на юрту сверху. Форму лучей предложено сделать прямолинейной. Также предложено в конструкции тюндюка использовать не три, а четыре прута (чамгарака). 
Закон о новом флаге был принят депутатами 20 декабря 2023 года и подписан президентом 22 декабря.

Флаг, использованный во время восстания 1898 года
Флаг, использованный во время восстания 1916 года
Флаг Туркестанской АССР в 1919—1921 годах
Флаг Туркестанской АССР в 1921—1924 годах
Флаг Киргизской АССР (1926—1936)
Флаг Киргизской ССР в 1938—1952 годах
Флаг Киргизской ССР в 1952—1991 годах
Флаг Кыргызстана в 1991—1992 годах
Флаг Кыргызстана в 1992—2023 годах